# Невочинка
Невочинка — гірська річка в Україні, у Богородчанському районі Івано-Франківської області. Ліва притока Саджавки (басейн Дністра).

## Опис
Довжина річки 11 км, похил річки 15 м/км, площа басейну водозбору 38,9 км², найкоротша відстань між витоком і гирлом — 7,56  км, коефіцієнт звивистості річки — 1,46 . Формується багатьма безіменними струмками. Річка тече у Східних Карпатах на Гуцульщині.

## Розташування
Бере початок у селі Лесівка. Тече переважно на північний схід понад безіменою горою (475,5 м), далі через Гринівку, Нивочин і в селі Старі Богородчани впадає у річку Саджавку, ліву притоку Бистриці Солотвинської.

## Цікаві факти
- На мапі Австрійської монархії річка впадає водночас як у Саджавку в селі Старі Богородчани, так і в Бистрицю Солотвинську в селі Старий Лисець. У пригирловій частині річки зазначено 1 водяний млин[4].